# 雷納托·魯傑羅
雷納托·魯傑羅（義大利語：Renato Ruggiero，1930年4月9日至2013年8月4日）是義大利政治人物，曾經擔任過世界貿易組織總幹事，並且在2001年時加入義大利共和國政府擔任義大利外交部部長。

## 生平
魯傑羅出生於義大利，並且曾經在汽車公司飛雅特以及能源公司埃尼等私人企業擔任商業部部長。在從拿坡里費德里克二世大學畢業並且取得法律學位後，他開始轉而從事外交工作並且成為義大利資深外交官員之一。1995年到1999年期間他獲得推薦而成為世界貿易組織總幹事，而卸任之後則是繼續擔任義大利外交大使。晚年他亦協助花旗集團的跨國業務部份，最後在2013年8月4日逝世，享年83歲。